# Karl Brauer
Karl Brauer (* 6. Juni 1909 in Unterteutschenthal bei Halle (Saale); † 27. März 1982 in Berlin) war ein deutscher Widerstandskämpfer gegen den Nationalsozialismus und Funktionär der Sozialistischen Einheitspartei Deutschlands (SED) in der Deutschen Demokratischen Republik (DDR). Er war von 1950 bis 1979 stellvertretender Leiter der Abteilung Finanzen des Zentralkomitees (ZK) der SED.

## Leben
Brauer, Sohn einer Wäscherin und eines Friseurs, beendete nach der Volksschule 1928 eine kaufmännische Ausbildung und arbeitete bis 1932 als Lagerist der Konsumgenossenschaft in Halle-Merseburg. 1924 wurde er Mitglied des Kommunistischen Jugendverbandes Deutschlands (KJVD), 1925 der Kommunistischen Partei Deutschlands (KPD) und 1928 der Revolutionären Gewerkschaftsopposition (RGO), der Roten Hilfe und der Internationalen Arbeiterhilfe (IAH). Von 1928 bis 1932 war Brauer Schatzmeister der KJVD-Bezirksleitung Halle-Merseburg. 
1932 bis zur Machtübernahme der Nationalsozialisten und dem Verbot kommunistischer Betätigung im März 1933 war Brauer Angestellter des Zentralkomitees des KJVD in Berlin. Bis August 1933 führte Brauer die Parteiarbeit illegal fort, wurde dann in Berlin verhaftet und wegen „Vorbereitung zum Hochverrat“ zu zwei Jahren Zuchthaus verurteilt, die er im Zuchthaus Brandenburg absaß.
Nach seiner Haftentlassung 1936 ging Brauer in die Emigration in die Tschechoslowakei, wurde in Prag vorübergehend festgenommen. Später schickte ihn die Partei zur illegalen Arbeit zurück nach Deutschland. Brauer setzte bis 1937 die Widerstandsarbeit fort und arbeitete bis zu seiner erneuten Verhaftung mit Kurt Möbius und Robert Mühlpforte zusammen.
1937/38 saß Brauer in Untersuchungshaft in Halle (Saale) und wurde dann vor dem Volksgerichtshof erneut der „Vorbereitung zum Hochverrat“ angeklagt, aber freigesprochen. Trotzdem wurde Brauer bis 1945 im Konzentrationslager KZ Buchenwald und im Arbeitslager Watenstedt interniert.

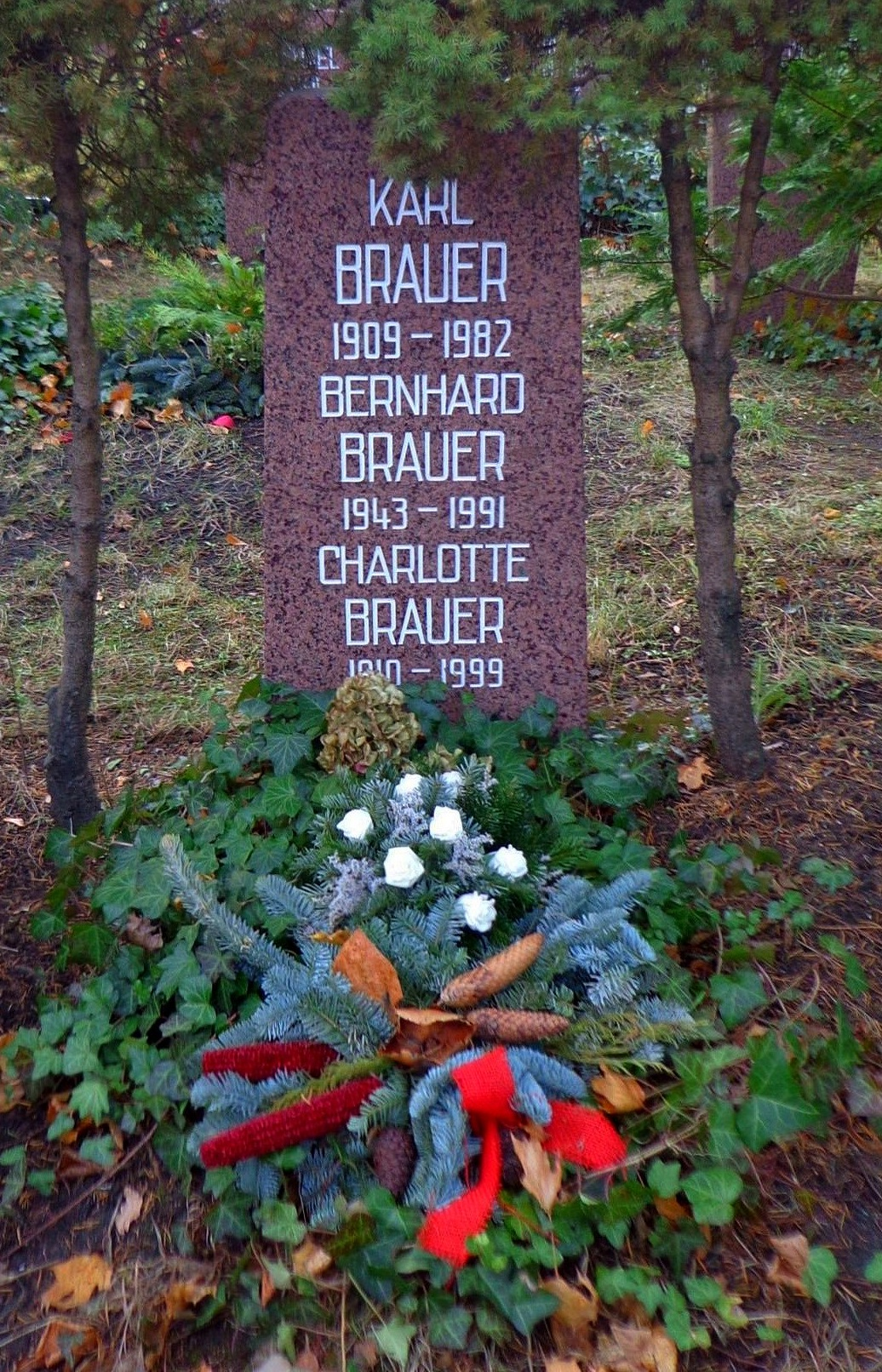
Grabstätte

Nach dem Ende des Zweiten Weltkriegs trat Brauer wieder in die KPD ein und wurde Funktionär in Halle (Saale). Von 1946 bis 1950 war er, nun SED-Mitglied, Schatzmeister des SED-Landesverbands Sachsen-Anhalt. Nach einem Kursus an der Landesparteischule Sachsen-Anhalt wurde er 1950 stellvertretender Leiter der Abteilung Finanzverwaltung und Parteibetriebe und Leiter des Sektors Parteikasse beim ZK der SED in Ostberlin, was er bis 1979 blieb. Von 1954 bis 1976 war er zusätzlich Vorsitzender der Finanz-Kontrollkommission der Internationalen Vereinigung der Widerstandskämpfer (FIR) und Mitglied der Zentralleitung des Komitees der antifaschistischen Widerstandskämpfer.
Von 1954 bis 1959 absolvierte Brauer ein Fernstudium an der Hochschule für Ökonomie in Berlin, welches er als Diplom-Wirtschaftswissenschaftler beendete. Von 1979 bis zu seinem Tod 1982 war er Mitglied der Zentralen Kommission zur Betreuung alter verdienter Parteimitglieder der SED.
Seine Urne wurde in der Grabanlage Pergolenweg des Berliner Zentralfriedhofs Friedrichsfelde beigesetzt.

## Ehrungen
- 1958 Medaille für Kämpfer gegen den Faschismus (DDR)
- 1959 Banner der Arbeit (DDR)
- 1965 Medaille der Kämpfer und Partisanen der ČSR (Tschechoslowakei)
- 1969 Vaterländischer Verdienstorden (DDR)
- 1969 Verdienstmedaille der Organe des Ministeriums des Innern (DDR)
- 1974 Ehrenspange zum Vaterländischen Verdienstorden (DDR)
- 1979 Karl-Marx-Orden (DDR)